# Port lotniczy Tałagi
Port lotniczy Tałagi (IATA: ARH, ICAO: ULAA) – port lotniczy położony 11 km od Archangielska, w obwodzie archangielskim, w Rosji.

## Kierunki lotów i linie lotnicze
| Linia lotnicza | Kierunek                                                                                  |
| -------------- | ----------------------------------------------------------------------------------------- |
| Aerofłot       | 1. Moskwa-Szeremietiewo                                                                   |
| Rossija        | 1. Moskwa-Szeremietiewo 2. Sankt Petersburg                                               |
| RusLine        | 1. Narjan-Mar                                                                             |
| Severstal Avia | 1. Czerepowiec 2. Murmańsk                                                                |
| Smartavia      | 1. Królewiec 2. Moskwa-Szeremietiewo 3. Narjan-Mar 4. Sankt Petersburg Sezonowo: 1. Soczi |